# Tannay-le-Mont-Dieu
Tannay-le-Mont-Dieu es una comuna nueva francesa situada en el departamento de Ardenas, de la región de Gran Este.

## Historia
Fue creada el 1 de enero de 2025, en aplicación de una resolución del prefecto de Ardenas de 13 de septiembre de 2024 con la unión de las comunas de Le Mont-Dieu y Tannay, pasando a estar el ayuntamiento en la antigua comuna de Tannay.

## Demografía
Según los datos aportados en la resolución del prefecto de Ardenas, la comuna nace con 171 habitantes.

## Composición
| Comuna fusionada | Código INSEE | Población (2022) | Superficie (km²) | Densidad (hab./km²) |
| ---------------- | ------------ | ---------------- | ---------------- | ------------------- |
| Le Mont-Dieu     | 08300        | 11               | 18.72            | 0.59                |
| Tannay           | 08300        | 151              | 14.04            | 11                  |